# Aziz Raguig
Aziz Raguig ou Azize Raguig, né le 23 janvier 1975 à Strasbourg est un boxeur franco-marocain, champion de savate et de boxe.

## Carrière
En 2000, Aziz Raguig crée l'association Sports événements qui donne des cours bénévolement à des jeunes. La même année, il participe avec l'équipe du Maroc aux jeux olympiques de Sydney en boxe. Inscrit en poids mi-lourds, il perd au premier tour contre le futur médaillé de bronze Andriy Fedchuk par arrêt de l'arbitre.
En 2003, Aziz Raguig perd par disqualification le combat contre l'Algérien Mhedi Dendoune pour le titre mondial des mi-lourds.

## Reconversion professionnelle
En 2010, Aziz Raguig prend sa retraite et ouvre une boutique consacrée aux sports de combat qui est liquidée en 2012, lui valant une interdiction de gérer. En lien direct avec cette liquidation, il est condamné en 2013 et 2017 pour escroquerie à 32 mois en tout de prison ferme et deux ans de sursis. 
Il devient ensuite entraîneur de boxes anglaise et française.
S'impliquant dans la reconnaissance des arts martiaux mixtes en France, alors interdits, il cocrée la même année une société dédiée à l'organisation de ce type de compétitions, la Hard Fighting Championship. Afin de contourner la loi française, les événements se déroulent en Allemagne puis en Suisse, où la HFC finit par installer son siège.

## Palmarès

### Savate Boxe Française
- 8 fois Champion de France : 1990 / 1992 / 1993 / 1994/ 1997 / 1999
- 2 fois Champion d'Europe : 1995 / 1998
- 3 fois Champion du Monde : 1997, 1999[3] et 2003[10]

### Boxe Anglaise
- 5 fois Champion d'Alsace Lorraine : 1999 / 2000 / 2002 / 2003 / 2004
- 2 fois Champion du Maroc : 2000 / 2003
- 2 fois Champion d'Afrique : 2000 / 2002